# Loïc Menuge
Loïc Menuge, (Cannes; 14 de noviembre de 1999 (25 años)) es un jugador de baloncesto francés que juega en el Oviedo Club Baloncesto de la Primera FEB. Con 1,99 metros de estatura, juega en la posiciones de ala-pívot.

## Trayectoria
Menuge se formó en las categorías inferiores de Chorale Roanne Basket para ir quemando etapas en su crecimiento en clubes de la cuarta división francesa. 
En la temporada 2023-24, firma por el Basket Club d'Orchies de la (NM1-Francia), en la que promedió 14.6 puntos y 4.9 rebotes por partido.
En agosto de 2024, Menuge realizó la pretemporada con HLA Alicante, con un periodo de prueba, pero finalmente fue descartado por el conjunto alicantino.
El 11 de noviembre de 2024, firma por el Oviedo Club Baloncesto de la LEB Oro.